# Daily strip
Daily strip bezeichnet in amerikanischen Tageszeitungen einen täglichen Comic, der in den Montags- bis Samstagsausgaben erscheint. Sonntags wird ein Sunday strip gedruckt. Der erste daily strip erschien 1903 (siehe auch Comicstrip). 
Normalerweise sind daily strips schwarz-weiß, obwohl einige Zeitungen im späten 20. Jahrhundert sie auch in Farbe publizierten. Sie erscheinen hauptsächlich als „Strips“ (Streifen) – breiter als hoch – oder als „Panels“ (Tafel, Fläche), dann sind sie höher als breit. Meistens sind strips in mehrere kleinere Panels aufgeteilt, wobei sich die Geschichte von Panel zu Panel fortsetzt.
Frühe daily strips waren groß und gingen oft über die ganze Breite der Zeitung; manchmal waren sie mehrere Zoll hoch. Zunächst wurde pro Zeitung täglich nur ein Strip gedruckt, entweder am Kopf oder Fuß der Seite. In den 1920er Jahren hatten viele Zeitungen bereits eine ganze Comicseite, auf der verschiedene Comicstrips zusammengestellt wurden. Im Laufe der Zeit wurden die daily strips immer kleiner, bis zu Beginn des 21. Jahrhunderts vier normale daily strips nur noch den Raum einnahmen, der ursprünglich von einem einzigen Strip benötigt wurde. 
Bei dem Comic Star Hawks wurde kurzzeitig mit einem zweireihigen daily strip experimentiert, man kehrte aber nach ein paar Jahren wieder zur klassischen einreihigen Form zurück.
Viele Webcomics richten sich von der Struktur an die daily strips.